# فرنارينات
الفرنارينات (الاسم العلمي: Furnarioidea) هو فيلق من الطيور يتبع رتبة العصفوريات من صنف الطيور الحديثة.

## أجناس
- فرنار